# Lukas Wandke
Lukas Wandke (* 13. Juli 1987) ist ein deutscher Moderator und Comedian.

## Karriere
Wandke stammt aus Bad Münster am Stein-Ebernburg. Er spielte in seiner Jugendzeit Fußball und schaffte es bis in die Jugend-Akademie des 1. FSV Mainz 05. Er schloss sein Abitur am Gymnasium an der Stadtmauer in Bad Kreuznach ab und zog wegen seines Medienwirtschaft-Studiums nach Köln. Dort absolvierte er an der privaten Hochschule Fresenius den Bachelor of Arts und anschließend seinen Master of Arts
Im Jahre 2012 wurde er Redakteur für die Fernsehsendung 1Live Talk mit Frau Heinrich. 2013 begann er als Moderator in der RTL-Sendereihe Yolo. Er moderierte dort das Jugendmagazin das große W sowie das große W – die Expedition und bereiste Länder wie Namibia, Rumänien, Griechenland oder Italien. Er war insgesamt für fünf Staffeln Moderator der Sendung und schied 2016 aus.
Wandke war 2014 Social-Media-Testimonial der Europäischen Kommission in Brüssel und präsentierte der jungen Zielgruppe im Internet Themen über die EU.
In der Zeit zwischen 2013 und 2016 moderierte er auf dem Intouch-Award, einer großen Mode-Show in Freiburg, eine Musical-Showreihe in Bayern, die Youtube-Tour Zweipunktnull und Shows für die Stiftung Kinderherz.
Seit 2016 tritt Wandke regelmäßig als Comedian auf. Er war Gast bei NightWash, dem Comedy Punch-Club und dem Quatsch Comedy Club. An seiner ehemaligen Hochschule Fresenius arbeitet er seit 2016 als freier Dozent für Unternehmenskommunikation.